# Экблад, Финн-Эгил
Финн-Эгил Экблад (норв. Finn-Egil Eckblad, 1923—2000) — норвежский миколог, специалист по дискомицетам.

## Биография
Родился в Осло 12 августа 1923 года. Младший брат актрисы Эдель Экблад (1914—1994). С детства интересовался искусством, большей частью живописью, однако уже в школьные годы предпочёл изучение норвежской флоры. Учился в Университете Осло, в 1951 году окончил его со степенью бакалавра и был назначен доцентом Ботанического сада при университете. Диссертация Экблада, посвященная гастеромицетам, впоследствии была признана важной самостоятельной работой по систематике этих грибов. В 1968 году Экблад с диссертацией по дискомицетам получил степень доктора философии.
Во время Второй мировой войны работал ассистентом ботаника и гуманиста Кристиана Хорна. После войны он преподавал в Ботанической лаборатории Университета Осло. В 1971—1979 он был доцентом фитогеографии Бергенского университета.
С 1963 по 1970 Экблад был редактором журнала Nytt Magasin for Botanikk, в 1981—1983 — микологического журнала Blyttia. В 1984 году он был избран членом Норвежской академии наук.
Ф.-Э. Экблад написал множество статей по дискомицетам Северной Европе, до середины XX века изученным крайне слабо. До него в Норвегии профессионально занимался изучением микологии профессор Аксель Блютт в конце XIX века, заложивший основы изучения пиреномицетов и геоглоссовых. Также Экблад выпустил несколько книг по микогеографии, создал карты ареалов многих шляпочных грибов. Помимо микологии Экблад интересовался тропическими фруктами, а также ботанической историей.
Скончался 14 июля 2000 года.

## Некоторые научные публикации
- Eckblad, F.-E. The genera of the operculate discomycetes (англ.). — Oslo, 1968. — 191 p.
- Eckblad, F.-E. Soppøkologi (норв.). — Oslo, 1978. — 158 p.
- Eckblad, F.-E. Soppgeografi (норв.). — Oslo, 1981. — 167 p.
- Eckblad, F.-E. Sopp i Norge før i tiden (норв.). — Ås, 1994. — 127 p.

## Виды грибов, названные в честь Ф.-Э. Экблада
- Cyathicula eckbladii Gamundí & Giaiotti, 1998